# Église Saint-Vincent de Fontanges
Pour les articles homonymes, voir église Saint-Vincent.
L'église Saint-Vincent est une église située en France sur la commune de Fontanges (Cantal), en région Auvergne-Rhône-Alpes.

## Historique
L’église actuelle a été construite en 1468. Le clocher, dont la tour est le dernier vestige de l’église romane précédente, conserve des éléments anciens.

### Protection
L'église est inscrite au titre des monuments historiques par arrêté du 21 juin 1927.

## Description
L’édifice comprend une nef de six travées sans transept, terminée par une abside à trois pans. Sept chapelles latérales y sont adossées. Le clocher combine une base quadrangulaire, une partie octogonale percée de baies en plein cintre, et une flèche en charpente.